# Hemlock Grove (televíziós sorozat)
A Hemlock Grove amerikai horror-thriller televíziós sorozat a Netflix streamingszolgáltató gyártásában és forgalmazásában. A sorozat Brian McGreevy azonos című regénye alapján készült, producere Eli Roth, írói Brian McGreevy és Lee Shipman. Bemutatója 2013. április 19-én volt a Netflixen, első évadának 13 epizódja azonnal online is nézhető volt.
2013. június 19-én a Netflix megújította a sorozatot egy 10 epizódos második évadra, amely 2014. július 11-én került rá fel. 2013. július 18-án a csatorna Primetime Emmy-jelölést kapott az online televíziós műsorok kategóriájában a csatorna két másik műsora, az Arrested Development és a House of Cards  mellett.

## Cselekmény
Az események a pennsylvaniai Hemlock Grove városában játszódnak. A város fő munkaerőforrása a Hemlock Acres kórház és a Godfrey biomedikai intézet. A befolyásos és gazdag Godfrey-család által üzemeltetett intézetről baljós kísérletek hírét terjesztik. A városi hírek akkor válnak egyre komorabbá, amikor két, brutálisan meggyilkolt fiatal lány holttestére bukkannak. Egyesek Peter Rumanceket, egy 17 éves cigány fiút gyanúsítanak a gyilkossággal, akiről azt is terjesztik, hogy vérfarkas. Bár valóban az, ő mégsem gyilkos. Osztálytársával, a Godfrey-vagyon örökösével, Romannel igyekeznek annak a titokzatos vadállatnak a nyomára bukkanni, aki a lányokat meggyilkolta.

## Szereplők

### Főszereplők
- Famke Janssen - Olivia Godfrey
- Bill Skarsgård - Roman Godfrey
- Landon Liboiron - Peter Rumancek
- Penelope Mitchell - Letha Godfrey
- Dougray Scott - Dr. Norman Godfrey
- Freya Tingley - Christina Wendall
- Nicole Boivin (1. évad)
- Madeleine Martin (2. évad)[6]
- Michael Andreae (1-2. évad)[7] - Shelley Godfrey

### Visszatérő szereplők
- Kandyse McClure - Dr. Clementine Chasseur
- Aaron Douglas - Tom Sworn seriff
- Laurie Fortier - Marie Godfrey
- Joel de la Fuente - Dr. Johann Pryce
- Eliana Jones - Alexa Sworn
- Emilia McCarthy - Alyssa Sworn
- Lorenza Izzo - Brooke Bluebell
- Lili Taylor - Lynda Rumancek
- Kaniehtiio Horn - Destiny Rumancek
- Emily Piggford - Ashley Valentine
- Don Francks - Nicolae Rumancek
- Paul Popowich - JR Godfrey
- Ashleigh Harrington - Lips
- Demore Barnes - Michael Chasseur
- JC MacKenzie - Dr. Spivak (2. évad)
- Madeline Brewer - Miranda Cates (2. évad)[8][9]

## Epizódok
| Évad | Évad | Részek száma | Részek száma | Eredeti sugárzás  | Eredeti sugárzás  | Eredeti adó       | Magyar sugárzás   | Magyar sugárzás   | Magyar adó |
| Évad | Évad | Részek száma | Részek száma | Évadbemutató      | Évadzáró          | Eredeti adó       | Évadbemutató      | Évadzáró          | Magyar adó |
| ---- | ---- | ------------ | ------------ | ----------------- | ----------------- | ----------------- | ----------------- | ----------------- | ---------- |
|      | 1.   | 10           | 10           | 2013. április 19. | 2013. április 19. |                   | 2013. április 19. | 2013. április 19. |            |
|      | 2.   | 10           | 10           | 2014. július 11.  | 2014. július 11.  | 2014. július 11.  | 2014. július 11.  |                   |            |
|      | 3.   | 10           | 10           | 2015. október 23. | 2015. október 23. | 2015. október 23. | 2015. október 23. |                   |            |

### 1. évad (2013)
| Sor. | Év. | Cím                         | Rendező        | Író                           | Premier                             |
| ---- | --- | --------------------------- | -------------- | ----------------------------- | ----------------------------------- |
| 1.   | 1.  | Jellyfish in the Sky        | Eli Roth       | Brian McGreevy & Lee Shipman  | 2013. április 19. 2013. április 19. |
| 2.   | 2.  | The Angel                   | Deran Sarafian | Brian McGreevy & Lee Shipman  | 2013. április 19. 2013. április 19. |
| 3.   | 3.  | The Order of the Dragon     | Deran Sarafian | Brian McGreevy & Lee Shipman  | 2013. április 19. 2013. április 19. |
| 4.   | 4.  | In Poor Taste               | David Semel    | Sheila Callaghan              | 2013. április 19. 2013. április 19. |
| 5.   | 5.  | Hello, Handsome             | David Semel    | Mark Verheiden                | 2013. április 19. 2013. április 19. |
| 6.   | 6.  | The Crucible                | Deran Sarafian | Daniel Paige                  | 2013. április 19. 2013. április 19. |
| 7.   | 7.  | Measure of Disorder         | Deran Sarafian | Brian McGreevy & Lee Shipman  | 2013. április 19. 2013. április 19. |
| 8.   | 8.  | Catabasis                   | Deran Sarafian | Brian McGreevy & Lee Shipman  | 2013. április 19. 2013. április 19. |
| 9.   | 9.  | What Peter Can Live Without | David Straiton | Rafe Judkins & Lauren LeFranc | 2013. április 19. 2013. április 19. |
| 10.  | 10. | What God Wants              | TJ Scott       | Daniel Paige                  | 2013. április 19. 2013. április 19. |
| 11.  | 11. | The Price                   | TJ Scott       | Mark Verheiden                | 2013. április 19. 2013. április 19. |
| 12.  | 12. | Children of the Night       | Deran Sarafian | Brian McGreevy & Lee Shipman  | 2013. április 19. 2013. április 19. |
| 13.  | 13. | Birth                       | Deran Sarafian | Brian McGreevy & Lee Shipman  | 2013. április 19. 2013. április 19. |

### 2. évad (2014)
| Sor. | Év. | Cím                                        | Rendező           | Író                | Premier                           |
| ---- | --- | ------------------------------------------ | ----------------- | ------------------ | --------------------------------- |
| 14.  | 1.  | Blood Pressure                             | Spencer Susser    | Evan Dunsky        | 2014. július 11. 2014. július 11. |
| 15.  | 2.  | Gone Sis                                   | Vincenzo Natali   | Jennifer Haley     | 2014. július 11. 2014. július 11. |
| 16.  | 3.  | Luna Rea                                   | Peter Cornwell    | Peter Blake        | 2014. július 11. 2014. július 11. |
| 17.  | 4.  | Bodily Fluids                              | Floria Sigismondi | David Paul Francis | 2014. július 11. 2014. július 11. |
| 18.  | 5.  | Hemlock Diego's Policy Player's Dream Book | Sanaa Hamri       | Charles H. Eglee   | 2014. július 11. 2014. július 11. |
| 19.  | 6.  | Such Dire Stuff                            | Peter Cornwell    | Evan Dunsky        | 2014. július 11. 2014. július 11. |
| 20.  | 7.  | Lost Generation                            | David Straiton    | Jennifer Haley     | 2014. július 11. 2014. július 11. |
| 21.  | 8.  | Unicorn                                    | David Petrarca    | Peter Blake        | 2014. július 11. 2014. július 11. |
| 22.  | 9.  | Tintypes                                   | Billy Gierhart    | David Paul Francis | 2014. július 11. 2014. július 11. |
| 23.  | 10. | Demons and the Dogstar                     | David Straiton    | Charles H. Eglee   | 2014. július 11. 2014. július 11. |

### 3. évad (2015)
| Sor. | Év. | Cím                         | Rendező          | Író                                                       | Premier                             |
| ---- | --- | --------------------------- | ---------------- | --------------------------------------------------------- | ----------------------------------- |
| 24.  | 1.  | A Place to Fall             | Russell Lee Fine | David Paul Francis                                        | 2015. október 23. 2015. október 23. |
| 25.  | 2.  | Souls on Ice                | Coky Giedroyc    | Travis Jackson & Nader Navidi                             | 2015. október 23. 2015. október 23. |
| 26.  | 3.  | The House in the Woods      | David Straiton   | Peter Blake                                               | 2015. október 23. 2015. október 23. |
| 27.  | 4.  | Every Beast                 | Marc Jobst       | Evan Dunsky                                               | 2015. október 23. 2015. október 23. |
| 28.  | 5.  | Boy in the Box              | David Straiton   | Charles H. Eglee                                          | 2015. október 23. 2015. október 23. |
| 29.  | 6.  | Pendant                     | Jim O'Hanlon     | Peter Blake                                               | 2015. október 23. 2015. október 23. |
| 30.  | 7.  | Todos Santos                | Jonathan Amiel   | Evan Dunsky                                               | 2015. október 23. 2015. október 23. |
| 31.  | 8.  | Dire Night on the Worm Moon | Carl Tibbetts    | Travis Jackson & Nader Navidi                             | 2015. október 23. 2015. október 23. |
| 32.  | 9.  | Damascus                    | Russell Lee Fine | David Paul Francis                                        | 2015. október 23. 2015. október 23. |
| 33.  | 10. | Brian's Song                | Russell Lee Fine | Charles H. Eglee & Lorna Clarke Osunsanmi and Peter Blake | 2015. október 23. 2015. október 23. |

## Fogadtatás
A bemutató hétvége után a Netflix közölte, hogy a sorozat első részét többen látták az nyitóhétvégén, mint a csatorna House of Cards című másik sorozatát.
A sorozat általánosságban jó visszajelzéseket kapott a kritikusoktól. A Metacritic oldaán 100-ból 46 pontot kapott. David Hiltbrand a Philadelphia Inquirer-től azt írta, a sorozat egyszerre buja, ijesztő és vicces. Tom Gliatto a People Weekly kritikájában szintén pozitívan nyilatkozott. Különösen Bill Skarsgard és Landon Liboiron alakítását dicsérte. Tetszett neki a  sorozat lassú, álomszerű szépsége, bár szerinte a horrort kedvelők nem lesznek ennyire megértőek.
Mindezekkel ellentétben a Los Angeles Times cikkírója szerint a Hemlock Grove szörnyű, az IndieWire szerint pedig zavaros, Dante D'Orazio a  The Verge weboldalán azt állította, a színészi játék szegényes, az esemény lassú és távol áll a stílusától.  Patrick Smith The Daily Telegraphban azt írta, hogy elcsépelt és jóval kevésbé látványos, mint amennyire szeretne lenni. James Poniewozik a Time-ban a 2013-as év televíziózásának tíz legrosszabbja közé sorolta a sorozatot.

## Díjak, jelölések
A Hemlock Grove két Primetime Emmy-jelölést kapott 2013-ban a főcímzene és a különleges effektek kategóriájában.